# Championnat de France des rallyes 1998
Navigation
Édition précédente Édition suivante
On attendait une domination sans partage des Citroën Xsara Kit-Car de Philippe Bugalski et Patrick Magaud, mais cette édition 1998 du Championnat de France des rallyes fut dynamité par Simon Jean-Joseph et sa Subaru Impreza. En enlevant trois manches, le pilote martiniquais a mené la vie dure aux « rouges » et a pu se battre jusqu'au bout pour le titre.

## Réglementation du championnat
Voici quelques points principaux de la réglementation :
- Barème des points :

Les points sont attribués au scratch, au groupe et à la classe selon le système suivant :
| Place   | 1er | 2e | 3e | 4e | 5e | 6e | 7e | 8e | 9e | 10e |
| ------- | --- | -- | -- | -- | -- | -- | -- | -- | -- | --- |
| Général | 20  | 15 | 12 | 10 | 8  | 6  | 4  | 3  | 2  | 1   |
| Groupe  | 10  | 6  | 4  | 3  | 2  | 1  |    |    |    |     |
| Classe  | 10  | 6  | 4  | 3  | 2  | 1  |    |    |    |     |

Seuls les huit meilleurs résultats sont retenus. Le Tour de Corse a un coefficient de 0,5. Si les WRC sont admises au départ, elles ne marquent cependant pas de point. Les autos de classe A8 peuvent de nouveau marquer des points. Les autos du groupe F peuvent eux aussi marquer sur les manches ou elles sont admises (hors donc les épreuves labellisés FIA). Les pilotes de l'union européenne et assimilés (Suisse, Monaco, Andorre ...) peuvent eux aussi marquer des points.
- Véhicules admis :

Autos conformes à la réglementation technique en cours des groupes A/FA  (y compris WRC et kit-cars), N/FN, F et GT de série. 
- Pneumatiques :

Ils sont limités à un quota de 14 pneus par épreuves.
- Parcours

Le kilométrage total chronométré doit être égale à 220 km à plus ou moins 10 %. Le nombre de passage dans une épreuve spéciale est limité à trois. Un rallye doit être composé d'au minimum 10 épreuves chronométrés.
- Reconnaissances :

Elles sont limités à quatre passages par épreuves chronométrées.
- Chronométrage :

Il devient obligatoirement au dixième de seconde. Ce détail peut paraitre anodin, mais  il montre bien que le rallye moderne devient un sprint.

## Rallyes de la saison 1998
| N° | Dates                   | Rallye                    | Vainqueur         | Copilote           | Voiture               |
| 1  | 20 mars-22 mars         | Rallye Lyon-Charbonnières | Philippe Bugalski | Jean-Paul Chiaroni | Citroën Xsara Kit-Car |
| 2  | 3 avril-5 avril         | Rallye Alsace-Vosges      | Simon Jean-Joseph | Patrick Pivato     | Subaru Impreza        |
| 3  | 3 mai-6 mai             | Tour de Corse             | Colin McRae       | Nicky Grist        | Subaru Impreza WRC    |
| 4  | 5 juin-7 juin           | Rallye du Limousin        | Philippe Bugalski | Jean-Paul Chiaroni | Citroën Xsara Kit-Car |
| 5  | 23 juillet-26 juillet   | Rallye du Rouergue        | Philippe Bugalski | Jean-Paul Chiaroni | Citroën Xsara Kit-Car |
| 6  | 4 septembre-5 septembre | Rallye du Mont-Blanc      | Simon Jean-Joseph | Patrick Pivato     | Subaru Impreza        |
| 7  | 2 octobre-4 octobre     | Rallye du Touquet         | Simon Jean-Joseph | Patrick Pivato     | Subaru Impreza        |
| 8  | 23 octobre-25 octobre   | Rallye d'Antibes          | Philippe Bugalski | Jean-Paul Chiaroni | Citroën Xsara Kit-Car |
| 9  | 6 novembre-8 novembre   | Critérium des Cévennes    | Philippe Bugalski | Jean-Paul Chiaroni | Citroën Xsara Kit-Car |
| 10 | 27 novembre-29 novembre | Rallye du Var             | Philippe Bugalski | Jean-Paul Chiaroni | Citroën Xsara Kit-Car |

## Classement du championnat
| Place | Pilote            | Voiture                        | 1   | 2   | 3   | 4   | 5   | 6   | 7   | 8   | 9   | 10  | Points |
| ----- | ----------------- | ------------------------------ | --- | --- | --- | --- | --- | --- | --- | --- | --- | --- | ------ |
| 1er   | Philippe Bugalski | Citroën Xsara Kit-Car          | 1er | ab  | ab  | 1er | 1er | ab  | 2e  | 1er | 1er | 1er | 271    |
| 2e    | Simon Jean-Joseph | Subaru Impreza                 | 2e  | 1er |     | 3e  | 4e  | 1er | 1er | 2e  | ab  | 2e  | 262    |
| 3e    | Patrick Magaud    | Citroën Xsara Kit-Car          | 5e  | 4e  | 10e | 2e  | 2e  | 2e  | 3e  | ab  | ab  |     | 155    |
| 4e    | Mark Champeau     | Renault Maxi Megane            | 3e  | 2e  |     | ab  | 6e  | ab  | 7e  | 3e  | ab  | 3e  | 113    |
| 5e    | Benoît Rousselot  | Renault Maxi Megane            | 9e  | 5e  |     | 4e  | 3e  | ab  | 4e  | 4e  | ab  | ab  | 89     |
| 6e    | Eddie Mercier     | Mitsubishi Lancer Evo III Gr N | ab  |     |     | 11e |     | 6e  | 12e |     | 8e  | 11e | 85     |
| 7e    | Éric Rousset      | BMW M3                         | 7e  |     |     | 6e  |     | 3e  | 26e |     | 3e  |     | 71     |
| 8e    | Fabien Doenlen    | Citroën Saxo Kit-Car           | 6e  | 3e  |     |     |     |     |     |     |     |     | 63     |
| 8e    | Fabien Doenlen    | Citroën Xsara Kit-Car          |     |     | 7e  |     |     |     |     |     |     |     | 63     |
| 9e    | Fabien Véricel    | Mitsubishi Lancer Evo Gr N     | 14e | 7e  | 25e |     | ab  |     |     |     |     |     | 48     |
| 10e   | François Delecour | Peugeot 306 Maxi               |     |     | 2e  |     |     |     |     |     |     |     | 40     |

### Autres championnats/coupes sur asphaltes
- Trophée Férodo : 
  - 1erÉric Rousset sur BMW M3 avec 264pts
  - 2e Eddie Mercier sur Renault Maxi Megane avec 245pts
  - 3e Simon Jean-Joseph sur Subaru Impreza avec 240pts

- Championnat de France des Rallyes-Copilotes :
  - 1erJean-Paul Chiaroni avec 271pts
  - 2e Patrick Pivato avec 262pts
  - 3e Michel Périn avec 155pts

- Volant Peugeot 106 Rallye : 
  - 1erCédric Robert avec 137pts
  - 2e Olivier Marty avec 135pts
  - 3e Vincent Leduc avec 102pts

- Challenge Citroën Saxo : 
  - 1erLudovic Cluzel avec 203pts
  - 2e Éric Boreau avec 198pts
  - 3e Richard Bourcier avec 184pts

- Trophée Citroën Saxo Kit-Car : 
  - 1erJean-François Bérenguer avec 212pts
  - 2e Patrick Henry avec 188pts
  - 3e Daniel Forès avec 186pts